# Martin Strömbergsson
Martin Strömbergsson (Gävle, 1977. április 1. –) svéd nemzetközi labdarúgó-játékvezető.	

## Pályafutása

### Nemzeti játékvezetés
A játékvezetésből 1997-ben vizsgázott, 2008-ban országos bíró, 2009-ben  a Premier League játékvezetője.

### Nemzetközi játékvezetés
A Svéd labdarúgó-szövetség Játékvezető Bizottsága (JB) terjesztette fel nemzetközi játékvezetőnek, a Nemzetközi Labdarúgó-szövetség (FIFA) 2011-től tartotta nyilván bírói keretében. Több nemzetek közötti válogatott és klubmérkőzést vezetett. FIFA JB besorolás szerint 2. kategóriás bíró. A svéd nemzetközi játékvezetők rangsorában, a világbajnokság-Európa-bajnokság sorrendjében többedmagával a 24. helyet foglalja el 1 találkozó szolgálatával.

#### Világbajnokság
A világbajnoki döntőhöz vezető úton Brazíliába a XX., a 2014-es labdarúgó-világbajnokságra a FIFA JB bíróként alkalmazta.

##### Selejtező mérkőzés
| Időpont         | Helyszín                 | Mérkőzés típusa           | Mérkőzés                | Eredmény | Nézők száma |
| --------------- | ------------------------ | ------------------------- | ----------------------- | -------- | ----------- |
| 2013. június 7. | Rheinpark Stadion, Vaduz | előselejtező (G. csoport) | Liechtenstein–Szlovákia | 1 – 1    | 1623        |

#### Európa-bajnokság
Litvánia rendezte a 2013-as U19-es labdarúgó-Európa-bajnokság, ahol az UEFA JB játékvezetőként foglalkoztatta.
| Időpont          | Helyszín                           | Mérkőzés típusa        | Mérkőzés                  | Eredmény |
| ---------------- | ---------------------------------- | ---------------------- | ------------------------- | -------- |
| 2013. július 20. | Darius and Girėnas Stadion, Kaunas | selejtező (A. csoport) | Litvánia–Hollandia        | 2 – 3    |
| 2013. július 23. | Városi Stadion, Alytus             | selejtező (B. csoport) | Törökország–Franciaország | 1 – 2    |

#### Nemzetközi kupamérkőzések

##### Európa-liga
| Időpont           | Helyszín                  | Mérkőzés típusa | Mérkőzés                           | Eredmény |
| ----------------- | ------------------------- | --------------- | ---------------------------------- | -------- |
| 1967. október 28. | Željezare Stadion, Nikšić | 1. selejtezőkör | FK Čelik Nikšić–Budapest Honvéd FC | 1 – 4    |